# Dolicheremaeus carinatus
Dolicheremaeus carinatus är en kvalsterart som beskrevs av Aoki 1995. Dolicheremaeus carinatus ingår i släktet Dolicheremaeus och familjen Tetracondylidae. Inga underarter finns listade i Catalogue of Life.